# Carlo Gajani
Carlo Gajani (Bazzano, 11 gennaio 1929 – Zocca, 14 dicembre 2009) è stato un fotografo, pittore e incisore italiano.
Dopo gli studi al Conservatorio di Bologna, a 24 anni si laurea in medicina dando inizio ad una promettente carriera professionale, abbandonata qualche anno dopo per dedicarsi esclusivamente alle arti figurative e all'insegnamento di Anatomia Artistica all'Accademia di Belle Arti di Urbino e Bologna.
Gajani è stato tra i primi, in Italia, ad occuparsi del rapporto tra fotografia e pittura, a livello sia teorico che pratico. Nel corso degli anni lavora in particolare al tema del ritratto in pittura a partire dalla mediazione fotografica, estendendo poi la sua ricerca al nudo e al paesaggio, sia nel contesto delle metropoli del nord America, sia nell'atmosfera tipica delle sue terre (la pianura padana della valle del Po), per ritornare, negli ultimi anni, a indagare - in un rigoroso bianco e nero - le vecchie case, i casolari, le campagne dell'Appennino Modenese del suo ambiente originario.

## Biografia
Nato a Bazzano l'11 gennaio 1929, Carlo Gajani studia pianoforte al Conservatorio, frequenta il liceo classico e si iscrive alla Facoltà di Medicina dell'Università di Bologna, dove si laurea a pieni voti nel 1953.
Per circa 15 anni pratica la professione medica dedicandosi, al contempo, ad attività artistiche. Sul finire degli anni '60, decide di abbandonare la carriera medica, perseguita con successo nella sfera ospedaliera e privata, per diventare artista a tempo pieno (in particolare, pittore e incisore).
Nel 1964 e nel 1972 viene invitato a partecipare, rispettivamente, alla XXXII e alla XXXVI Biennale di Venezia. Sempre nel 1972, inizia l'insegnamento dell'Anatomia artistica presso l'Accademia delle Belle Arti, prima ad Urbino, successivamente a Bologna, dove insegna sino al 1999.
Tra i primi in Italia ad occuparsi del problema dei rapporti tra ritratto e fotografia, formulando i problemi teorici del genere fotografico e proponendo la propria soluzione stilistica. Negli anni '70 rivolge il proprio interesse verso il ritratto dipinto a partire da una base fotografica eseguendo così diversi ritratti di scrittori, artisti e intellettuali – da Eco a Calvino, da Pasolini a Moravia, da Celati a Scabia, da Ginzburg a Arbasino.
A partire dagli anni '80, abbandona i pennelli per dedicarsi al mezzo espressivo fotografico, esplorandolo nelle diverse forme del ritratto, del paesaggio e del nudo. I suoi lavori sui paesaggi vanno dagli ambienti urbani del Nord America alla pianura del Po, in Italia. Infine, nel suo studio a Bologna e all'Accademia, porta avanti un lavoro di oltre vent'anni sul nudo e sui rapporti che si instaurano tra fotografo e modella.
Alla fine della sua lunga carriera artistica, Gajani torna alla terra della sua infanzia, nell'Appennino tosco-emiliano, "... per amore – scrive - non per obbligo, alla ricerca non della bellezza ma del carattere di abitazioni e luoghi che raccontano la vita in tempi passati".

## Mostre
I ritratti, i paesaggi e i nudi di Gajani sono stati esposti, oltre che in diversi spazi privati e pubblici in Italia, anche in Francia, Regno Unito, Germania, Stati Uniti e Canada.

### Personali
- 1959    Galleria La Scaletta, Bologna
- 1960    Galleria Numero di Fiamma Vigo, Firenze
- 1962    Galleria Minima Toninelli, Milano
- 1963    Galleria 2000, Bologna
- 1965    Galleria De’ Foscherari, Bologna
- 1967    Galleria Toninelli, Milano
- 1968    Galleria Ferrari, Verona
- 1969    Galleria Forni, Bologna
  - Galleria Il Gotico, Piacenza
  - Galleria Il Cavalletto, Brescia
- 1970    Galleria Toninelli, Milano
  - Galleria Due Mondi, Roma
  - Galleria Comunale d’Arte Contemporanea, Arezzo
- 1971    Galleria Antenore, Padova
  - Galleria Il Diagramma, Napoli
  - Galleria Leonardo, Bolzano
- 1972    Galleria Forni, Bologna
- 1976    Galleria Forni, Bologna
- 1977    Galleria del Falconiere, Falconara
- 1979    Galleria Asinelli, Bologna
- 1981    Galleria Fotografis, Bologna,  Illustrazioni d’America
- 1982    Galleria Il Diaframma, Milano,  Illustrazioni d’America
  - Galleria Alphaville, Piacenza,  Illustrazioni d’America
- 1983    Galleria Fotografis, Bologna,  Il viandante osservatore
  - Galleria L’Oeuf du Beaubourg, Parigi,  Il viandante osservatore
- 1984    Galleria L’Arco di Dozza, Imola,  Il viandante osservatore
- 1985     Galleria d’Arte Moderna, Palazzo Massari, Ferrara
  - Brani di natura nella valle del Po
- 1986    Galleria dell’Immagine, Palazzo Gambalunga, Rimini, Descrizioni di paesaggio
  - Bertha Urdang Gallery, New York, Winter Haze
- 1987    Galleria Il Fotogramma, Roma, Il posto delle fragole
- 1988    Bertha Urdang Gallery, New York, Wild  Strawberries
- 1989    Artotheque, Montpellier, Empreintes de paysage
- 1990    Soho Photo Gallery, New York, Who? Where? When?
  - Bertha Urdang Gallery, New York, Two worlds, One Dream
- 1991    Galleria dell’Associazione Culturale Italo-Francese, Bologna, Chi? Dove? Quando?
  - Galleria dell’Associazione Culturale Italo-Francese, Bari, Chi? Dove?Quando?
- 1993    Stadtmuseum, Siegburg,  RFT, Selbstbildnis in der Akademie
  - Istituto Italiano di Cultura, Wolfsburg, RFT, Nella valle del Po
  - Photomuseum, Munchen, RFT, Selbstbildnis in der Akademie
  - Galleria del Circolo Artistico, Bologna, Autoritratto in Accademia
  - Istituto Italiano di Cultura, Munchen, RFT, Selbstbildnis in der Akademie
- 1994    Maison  pour Tous Marie Curie, Montpellier, Feuillets d’album: Brume et Clarté. Un Italien en Asie
- 1998    Museo Civico-Archeologico, Bologna. I ritratti di Carlo Gajani
- 2002    Sala Consigliare, Comune di Zocca, Vecchie dimore dell’Appennino
- 2010     Museo Civico-Archeologico, Bologna, Antologica di Carlo Gajani
- 2011    Magazzini del Sale, Cervia, Antologica di Carlo Gajani
- 2013    Palazzo Ducale, Pavullo nel Frignano, Antologica di Carlo Gajani

## Carlo Gajani nei musei
Museo d'arte moderna di Bologna
Alcune delle opere di Carlo Gajani raccolte nella collezione permanente del MAMbo

- "Costruzioni centrali", 1959
- "Nella camera", 1964
- "Ritratto di Pier Paolo Pasolini", 1975
- "Fine di un amore", 1977
- "Nudo d'Accademia", 1994

L'opera "La casa dei giochi (Whisky e sole)" (1966) è conservata al MAGI '900 di Pieve di Cento (BO).